# دینا ریو
دِینا چارلز ریو (انگلیسی: Dana Reeve; ۱۷ مارس ۱۹۶۱ – ۶ مارس ۲۰۰۶) خواننده و هنرپیشه اهل ایالات متحده آمریکا بود که بین سال‌های ۱۹۹۰ تا ۲۰۰۶ میلادی فعالیت می‌کرد.
دِینا در سال ۱۹۹۲ با کریستوفر ریوازدواج کرد و در همان سال صاحب پسری به نام ویل شدند. خانم ریو هنگامی که با شوهرش آشنا شد یک خواننده بود. سه سال بعد کریستوفر ریو از روی اسب افتاد و از ناحیه گردن به پایین فلج شد. دینا ریو پس از آن زندگی خود را وقف شوهرش کرد و حرفه خوانندگی خود را کنار گذاشت. دِینا ریو به مدت ۹ سال از همسر فلج خود مراقبت کرد. کریستوفر در اکتبر سال ۲۰۰۴ در سن ۵۲ سالگی در اثر عفونت زخم‌هایش درگذشت. او مسئولیت بنیاد خیریه کریستوفر ریو را برعهده داشت که همسرش پیش از درگذشت بنیانگذاری کرده بود. خانم ریو که هنرپیشه نیز بود در برنامه‌های تلویزیونی مشهوری نظیر «نظم و قانون» ایفای نقش کرده بود. دِینا ریو در اوت سال ۲۰۰۵ از بیماری خود مطلع شد. خانم ریو که هرگز در عمر خود سیگار نکشیده بود سرانجام در روز دوشنبه ۶ مارس ۲۰۰۶ در سن ۴۴ سالگی بر اثر سرطان ریه درگذشت.
از فیلم‌ها یا برنامه‌های تلویزیونی که در آن نقش داشته می‌توان به قهرمان کوچک اشاره کرد.

## گزیده فیلمشناسی
- قهرمان کوچک (۲۰۰۶)